# Lac à l'Anglais
Le lac à l'Anglais est un lac artificiel situé sur la commune de Chamonix-Mont-Blanc en Haute-Savoie.
Il se situe à proximité du hameau des Pélerins, au sud de Chamonix. Il a été construit à la fin du XIXe siècle pour le compte de Lord Sinclair, un Écossais qui s'était porté acquéreur du terrain en 1886. Le lac a d'ailleurs parfois été appelé lac Sinclair.
Il comporte une fausse grotte (en béton armé), une fausse chapelle en ruines, ainsi qu'une île artificielle. Ces éléments d'inspiration gothique étaient censés recréer l'atmosphère bucolique des lochs du pays natal de ce Britannique un peu loufoque.
Il est situé à proximité immédiate du rocher d'escalade des Gaillands et du lac des Gaillands. De fait, il est aujourd'hui intégré à une aire sportive et de détente, fréquentée par les Chamoniards et les touristes. On peut y pratiquer la pêche.
Ce secteur se situe à une centaine de mètres de l'arrêt les Pélerins de la ligne Saint-Gervais-Vallorcine.
Le lac à l'Anglais est alimenté en eau par un petit ruisseau issu de la montagne du Brévent. Après l'avoir traversé, ce ruisseau alimente le lac des Gaillands avant de se jeter dans l'Arve un peu plus loin.